# Hulareds distrikt
Hulareds distrikt är ett distrikt i Tranemo kommun och Västra Götalands län. 
Distriktet ligger nordost om Tranemo. 

## Tidigare administrativ tillhörighet
Distriktet inrättades 2016 och utgörs av socknen Hulared i Tranemo kommun.
Området motsvarar den omfattning Hulareds församling hade vid årsskiftet 1999/2000.